# Park Hutnik
Park Hutnik – zabytkowy park miejski w Siemianowicach Śląskich, położony pomiędzy ulicami J. Śniadeckiego a Fitznerów, na terenie dzielnicy Centrum. Został urządzony w latach 20. XX wieku w stylu modernistycznym w miejscu stawu hutniczego, w sąsiedztwie budynku łaźni.

## Historia

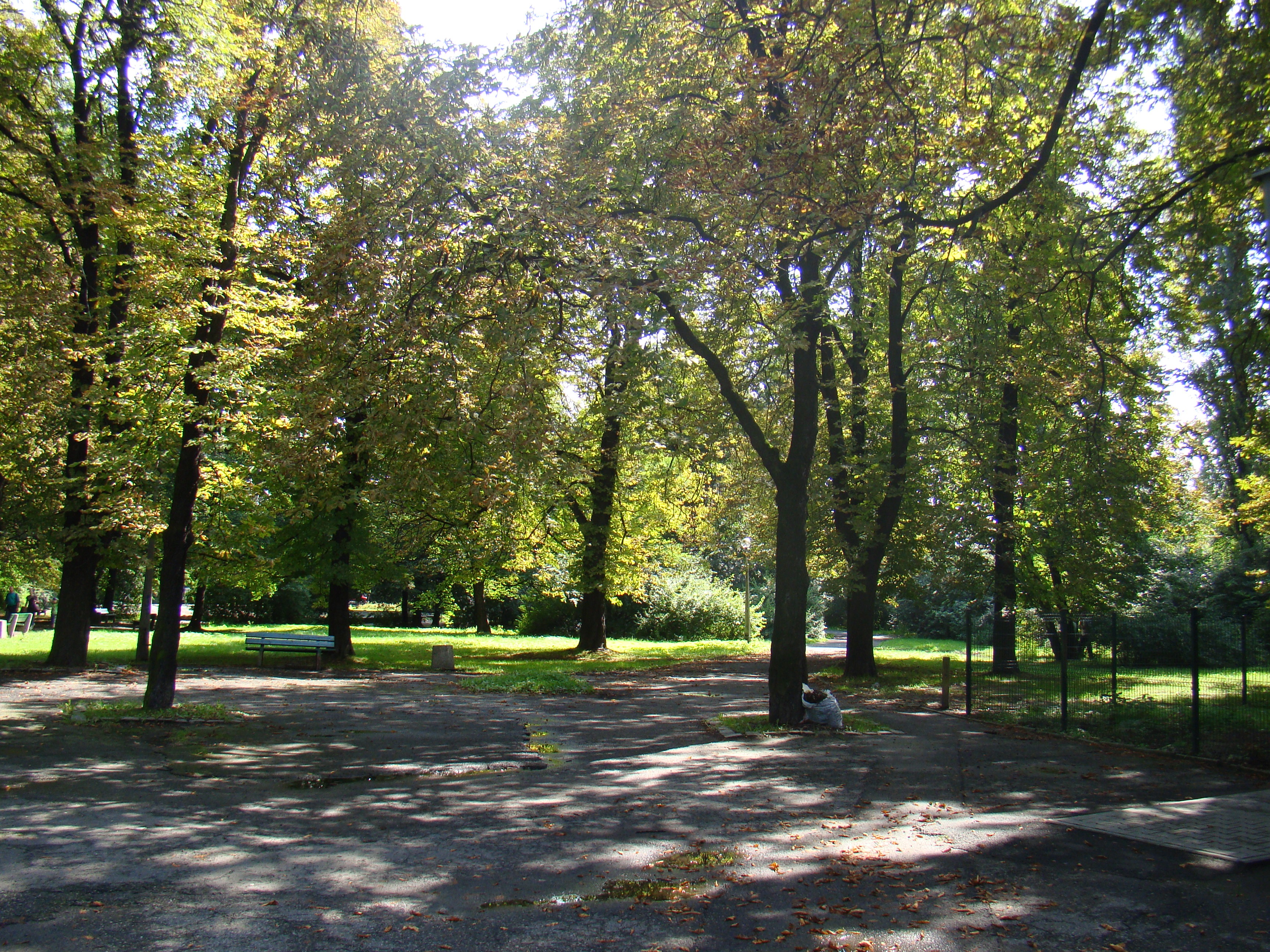
Fragment parku Hutnik w 2014 roku

Park Hutnik powstał w miejscu stawu hutniczego przy hucie „Laura” (późniejsza huta „Jedność”). W tym rejonie, w 1908 roku została oddana do użytku łaźnia dla pracowników huty, ufundowana przez spółkę Zjednoczone Huty Królewska i Laura, a w połowie lat 20. XX wieku obok niej został urządzony park.
Park Hutnik został skomponowany w stylu modernistycznym. Obrys parku pierwotnie zamykały dwie podłużne aleje, założone w kierunku wschód-zachód, a kompozycja parku została zamknięta przez podwójny szpaler drzew przy fasadzie łaźni. Przez park przepływał ciek wodny, a pośrodku istniał staw o wydłużonym kształcie. Został on w późniejszym czasie przez pracowników huty zamieniony w owalną, dużą fontannę.
W okresie powojennym, na terenie parku Hutnik obok budynku łaźni wzniesiono parterowy budynek Domu Pomocy Społecznej, a w północno-wschodnim narożniku pawilon handlowy, przez co zlikwidowano fragment jednej z alejek.
17 listopada 1997 roku park Hutnik wraz ze znajdującym się na jej terenie łaźnią miejską został wpisany do rejestru zabytków nieruchomych.
W latach 2016–2018 przeprowadzono modernizację parku Hutnik. W ramach tych prac, w betonowej niecce powstała podświetlana fontanna, a wokół niej urządzenia rekreacyjne oraz elementy małej architektury. Ponadto zmodernizowano alejki parkowe, a także oświetlanie. W 2019 roku trwały dalsze prace modernizacyjne w rejonie parku. Przebudowano układ drogowy w rejonie Pływalni Miejskiej przy ulicy J. Śniadeckiego wraz z budową ronda, a także przebudowano alejki parkowe i ciągi pieszo-rowerowe.

## Charakterystyka

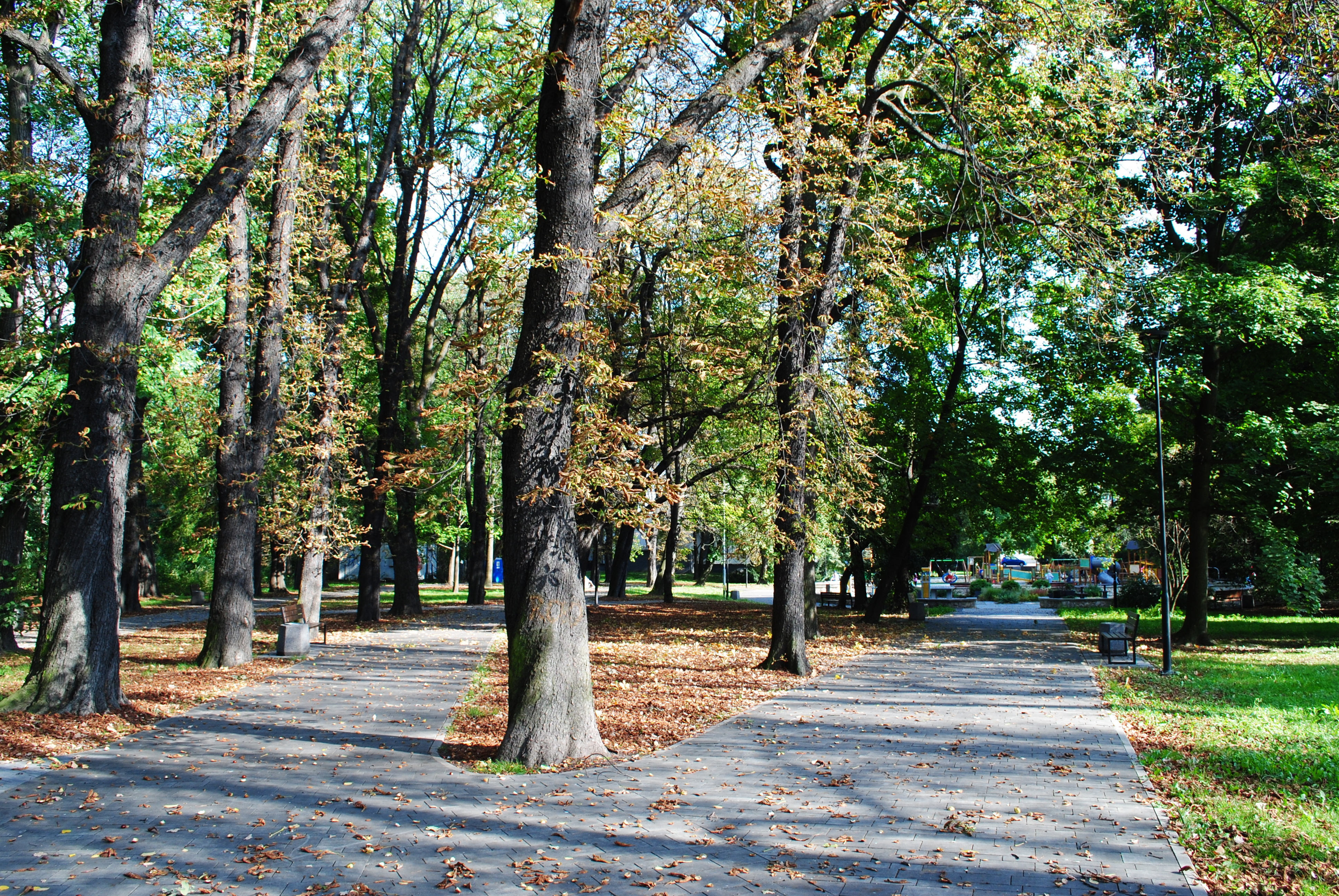
Fragment parku Hutnik w 2021 roku

Park Hutnik położony jest na terenie Siemianowic Śląskich, w dzielnicy Centrum. Od zachodu zamyka go ulica J. Śniadeckiego, od wschodu ulica Fitznerów, od południa linia kolejowa, a od północy zaplecze i oficyny budynków przy ulicy Śląskiej.
Jest to park miejski o powierzchni 2,47 ha. Ma kształt nieregularnego wieloboku, jest nieogrodzony i od strony ulicy Fiznerów oddziela go niski kamienny murek. Wejścia do parku znajdują się od strony ulicy J. Śniadeckiego przy Pływalni Miejskiej i od strony ulicy Fitznerów.
Drzewostan parku Hutnik występuje w formie nasadzeń liniowych wzdłuż alejek parkowych oraz swobodnych grup. Park porastają okazałe okazy wierzby kruchej i białej, kasztanowców białych, jesionów oraz dębów czerwonych i szypułkowych. Spośród krzewów występują tutaj m.in.: jałowiec sabiński, bez czarny, krzewuszka oraz żylistek. Park od linii kolejowej rozdziela szpaler topól oraz krzewów.
Centrum kompozycji parkowej stanowi owalna niecka dawnego basenu, od którego promieniście odchodzi kilka alejek parkowych. W miejscu po niecce znajduje się podświetlana fontanna, plac zabaw i siłownia zewnętrzna. Ponadto park wyposażony jest w elementy małej architektury, w tym ławki, kosze na śmieci i oświetlenie. W zachodniej część założenia parku Hutnik znajduje się ceglany budynek Pływalni Miejskiej.
Park Hutnik wpisany jest wraz z łaźnią miejską do rejestru zabytków nieruchomych pod nr. A/1649/97.